# Goyenia fresa
Goyenia fresa är en spindelart som beskrevs av Forster 1970. Goyenia fresa ingår i släktet Goyenia och familjen Desidae. Inga underarter finns listade i Catalogue of Life.